# Chico Buarque de Hollanda
Chico Buarque de Hollanda, pseudonimo di Francisco Buarque de Hollanda (Rio de Janeiro, 19 giugno 1944), è un cantautore, compositore e scrittore brasiliano.
È uno dei più noti autori e interpreti della música popular brasileira.

## Biografia
Chico Buarque proviene da un ambiente familiare intellettuale; suo padre, Sérgio Buarque de Hollanda, è stato uno storico e sociologo noto e apprezzato, mentre il cugino Aurélio è stato l'autore del Dicionário Aurélio della lingua portoghese. Bambino studioso, con un precoce talento per la musica e la scrittura, Chico fu appassionato dalla bossa nova e in particolare dai lavori di João Gilberto. 
Il suo esordio come cantautore è del 1964, a cui fanno seguito numerose apparizioni a festival musicali e a programmi televisivi. L'album che porta il suo nome rappresenta quella che sarà la sua produzione successiva, con dei samba accattivanti caratterizzati da un originale giocare con le parole nei testi e da un fondo di nostalgia. Il suo crescente impegno politico contro la dittatura militare lo porta all'arresto nel 1968, cui segue un esilio auto-imposto in Italia nel 1969.
Chico torna in Brasile nel 1970 e sfrutta la sua fama e la sua abilità di compositore per protestare contro la dittatura. Il suo brano Apesar de Você (Nonostante tu) riesce a sfuggire alle maglie della censura e, con la sua appena velata polemica, diventa l'inno del movimento democratico. Il singolo fu ritirato dal mercato dopo aver venduto circa centomila copie.
Appassionato alla scrittura fin da piccolo, ha composto poesie, sceneggiature cinematografiche e romanzi come: Disturbo (Mondadori, 1992), Benjamin (Oscar Mondadori, 1999), Budapest (Feltrinelli, 2005). Latte versato (Feltrinelli, 2010), Il fratello tedesco (Feltrinelli, 2018). Il primo ha dato vita al film omonimo di Monique Gardenberg (2003), mentre il secondo, in brasiliano Estorvo, girato da Ruy Guerra, ha partecipato alla 53ª edizione del Festival di Cannes (2000).
Nel 2016 Chico Buarque suona con Stefano Bollani Vai Trabalhar Vagabundo nel disco "Samba de Chico" di Hamilton de Holanda.

## Vita privata
In prime nozze ha sposato l'attrice Marieta Severo: dal matrimonio, terminato col divorzio nel 1999, sono nate tre figlie. La primogenita, Sílvia, è un'attrice che ha lavorato al cinema e in tv.
Tra il 2011 e il 2016 è stato sentimentalmente legato alla cantante Thaís Gulin. Nel 2021 ha sposato l'avvocata Carol Proner.

## Discografia

Chico Buarque a TV Rio, 1967. Archivio Nazionale del Brasile.

### Album in studio
- 1966 - Chico Buarque de Hollanda
- 1966 - Morte e Vida Severina
- 1967 - Chico Buarque de Hollanda - Volume 2
- 1968 - Chico Buarque de Hollanda - Volume 3
- 1969 - Umas e Outras - (compacto)
- 1969 - Chico Buarque na Itália
- 1970 - Apesar de Você
- 1970 - Per un pugno di samba (con Ennio Morricone)
- 1970 - Chico Buarque de Hollanda N°4
- 1971 - Construção
- 1972 - Quando o Carnaval Chegar
- 1973 - Chico Canta (modificato dalla censura del regime militare brasiliano sia nei testi che nel titolo, in origine "Chico Canta Calabar").
- 1974 - Sinal Fechado
- 1976 - Meus Caros Amigos
- 1977 - Ciò da Terra (compacto)
- 1977 - Os Saltimbancos
- 1977 - Gota d'Água
- 1978 - Chico Buarque (Samambaia)
- 1979 - Ópera do Malandro
- 1980 - Vida
- 1980 - Show 1º de Maio (compacto)
- 1981 - Almanaque
- 1981 - Saltimbancos Trapalhões
- 1982 - Chico Buarque en Espanhol
- 1983 - Para viver um grande amor
- 1983 - Edu Lobo e Chico Buarque - O Grande Circo Místico
- 1984 - Chico Buarque (Vermelho)
- 1985 - O Corsário do Rei
- 1985 - Ópera do Malandro (colonna sonora)
- 1985 - Malandro
- 1987 - Francisco
- 1988 - Dança da Meia-Lua
- 1989 - Chico Buarque
- 1993 - Paratodos
- 1995 - Uma Palavra
- 1997 - Edu Lobo e Chico Buarque - Álbum de Teatro
- 1997 - Terra
- 1998 - As Cidades
- 1998 - Chico Buarque da Mangueira
- 2001 - Chico e as Cidades (DVD)
- 2001 - Cambaio (con Edu Lobo)
- 2002 - Chico Buarque – Duetos
- 2003 - Chico ou o país da Delicadeza Perdida (DVD)
- 2005 - Meu Caro Amigo (DVD)
- 2005 - A Flor da Pele (DVD)
- 2005 - Vai passar (DVD)
- 2005 - Anos Dourados (DVD)
- 2005 - Estação Derradeira (DVD)
- 2005 - Bastidores (DVD)
- 2006 - O Futebol (DVD)
- 2006 - Romance (DVD)
- 2006 - Uma Palavra (DVD)
- 2006 - Cinema (DVD)
- 2006 - Saltimbancos (DVD)
- 2006 - Roda Viva (DVD)
- 2006 - Carioca (CD + DVD con il documentario Desconstrução)
- 2011 - Chico
- 2017 - Caravanas

### Dal vivo
- 1972 - Caetano e Chico Juntos e ao Vivo
- 1975 - Chico Buarque & Maria Bethânia ao Vivo
- 1986 - Melhores Momentos de Chico & Caetano
- 1990 - Chico Buarque ao vivo Paris Le Zenith
- 1999 - Chico Buarque Ao Vivo
- 2011 - Ciao Ragazzo - Chico Buarque De Hollanda E Gli Amici Italiani (live al Club Tenco 1996, con la partecipazione di Enzo Jannacci, Vinicio Capossela, Tosca, Grazia Di Michele ed altri)
- 2007 - Carioca Ao Vivo
- 2012 - Na Carreira - Ao Vivo
- 2018 - Caravanas - Ao Vivo

## Opere letterarie
- 1966: A Banda (Songbook)
- 1974: Fazenda Modelo
- 1979: Chapeuzinho Amarelo
- 1981: A Bordo do Rui Barbosa
- 1991: Estorvo
- 1995: Benjamin
- 2003: Budapeste
  - Budapest, Feltrinelli, 2006
- 2009: Leite Derramado
  - Latte versato, Feltrinelli, 2012
- 2014: O Irmão Alemão
  - Il fratello tedesco, Feltrinelli, 2017
- 2019: Essa Gente
  - Quella gente, Feltrinelli, 2021
- 2021: Anos de Chumbo

## Filmografia
- Bye Bye Brasil, regia di Carlos Diegues (1980)

## Premi
- 1981 - Premio Club Tenco alla carriera, a Sanremo
- 1992 - Premio Jabuti di letteratura brasiliana per il romanzo Estorvo
- 2000 - Premio Roma-Brasilia Città di pace da parte della giunta capitolina del sindaco Francesco Rutelli
- 2019 - Premio Camões (letteratura)